# Hoekgetrouwe azimutale projectie
Een hoekgetrouwe of stereografische azimutale projectie is een projectie van een boloppervlak op een plat vlak waarbij de projectielijnen worden getrokken vanuit een punt op de bol diametraal tegenover het projectievlak.
Gegeven de geografische breedte {\displaystyle \beta \,} en lengte {\displaystyle \lambda \,} en het midden van de kaart (breedte {\displaystyle \beta _{0}\,} en lengte {\displaystyle \lambda _{0}\,}) dan wordt de projectie gegeven door:
{\displaystyle x\,=k(\cos \beta \ \sin(\lambda -\lambda _{0}))}
{\displaystyle y\,=k(\cos \beta _{0}\ \sin \beta \ -\sin \beta _{0}\ \cos \beta \ \cos(\lambda -\lambda _{0}))}
met
{\displaystyle k\,={\frac {2}{1+\sin \beta _{0}\ \sin \beta +\cos \beta _{0}\ \cos \beta \ \cos(\lambda -\lambda _{0})}}}
De projectie die op deze wijze tot stand komt heeft hoekgetrouwheid als gunstige eigenschap. De projectie is echter niet oppervlaktegetrouw: de schaal neemt progressief toe met de afstand van het centrum.
Naast het vakgebied van de cartografie wordt de stereografische projectie ook gebruikt in de kristallografie, voor de analyse van voorkeursoriëntatie en textuur in een kristalrooster.

## Trivia
In 1648 werd de NOVA TOTIUS TERRARUM ORBIS TABULA (nieuwe kaart van de hele aarde) uitgegeven ter gelegenheid van de Vrede van Münster. De voor die tijd bijzonder grote kaart (205 x 299 cm) beeldt de wereld als twee hemisferen af: Eurazië en Afrika rechts en Noord- en Zuid-Amerika met een groot deel van de Stille Oceaan links, beiden in stereografische projectie.